# Unsichtbare Hand
Die unsichtbare Hand (Lehnübersetzung von invisible hand) ist ein metaphorischer Ausdruck, mit dem der schottische Ökonom und Moralphilosoph Adam Smith (1723–1790) die unbewusste Förderung des Gemeinwohls beschrieb. Wenn alle Akteure an ihrem eigenen Wohl orientiert seien, führe eine angenommene teilweise oder vollständige Selbstregulierung des Wirtschaftslebens zu einer optimalen Produktionsmenge und Produktqualität sowie zu einer gerechten Verteilung der Güter. Inwiefern Smith diesen Begriff selbst so verstand, ist umstritten. Die Bezeichnung wurde auf andere Bereiche wie die Sprache übertragen.

## Herkunft des Begriffs

### Ursprung der Metapher
Mit Bezug zur Ökonomie wurde die Metapher der „unsichtbaren Hand“ durch Adam Smith bekannt. In einem allgemeineren Sinn gab es diese Metapher schon vor Smith. Sie war zu seiner Zeit eine durchaus übliche, meist religiös konnotierte Redensart. Als im Jahr 1703 das Kriegsschiff Prince George einen gewaltigen Sturm überstand, dem etliche andere Schiffe zum Opfer fielen, schrieb der Kommandant Martin ins Schiffstagebuch: „Die unsichtbare Hand der Vorsehung hat uns errettet.“

### Ursprung des Konzepts
Die mit der Metapher der „unsichtbaren Hand“ verbundene Idee – ein eigennütziges Verhalten eines oder mehrerer Individuen führt zu mehr Gemeinwohl – ist älter als die Metapher. Der Ökonom Tomáš Sedláček verfolgt die Geschichte dieser Idee weit zurück. Er verweist auf den Sozialtheoretiker Bernard Mandeville (1670–1733) und dessen Bienenfabel (siehe Mandeville-Paradox), auf den Scholastiker Thomas von Aquin (1225–1274) und schließlich auf den antiken Dichter Aristophanes: „Laut einer Legende aus alter Zeit werden all unsere törichten Pläne und eitlen Dünkel auf das Gemeinwohl hingeordnet.“

## Adam Smith

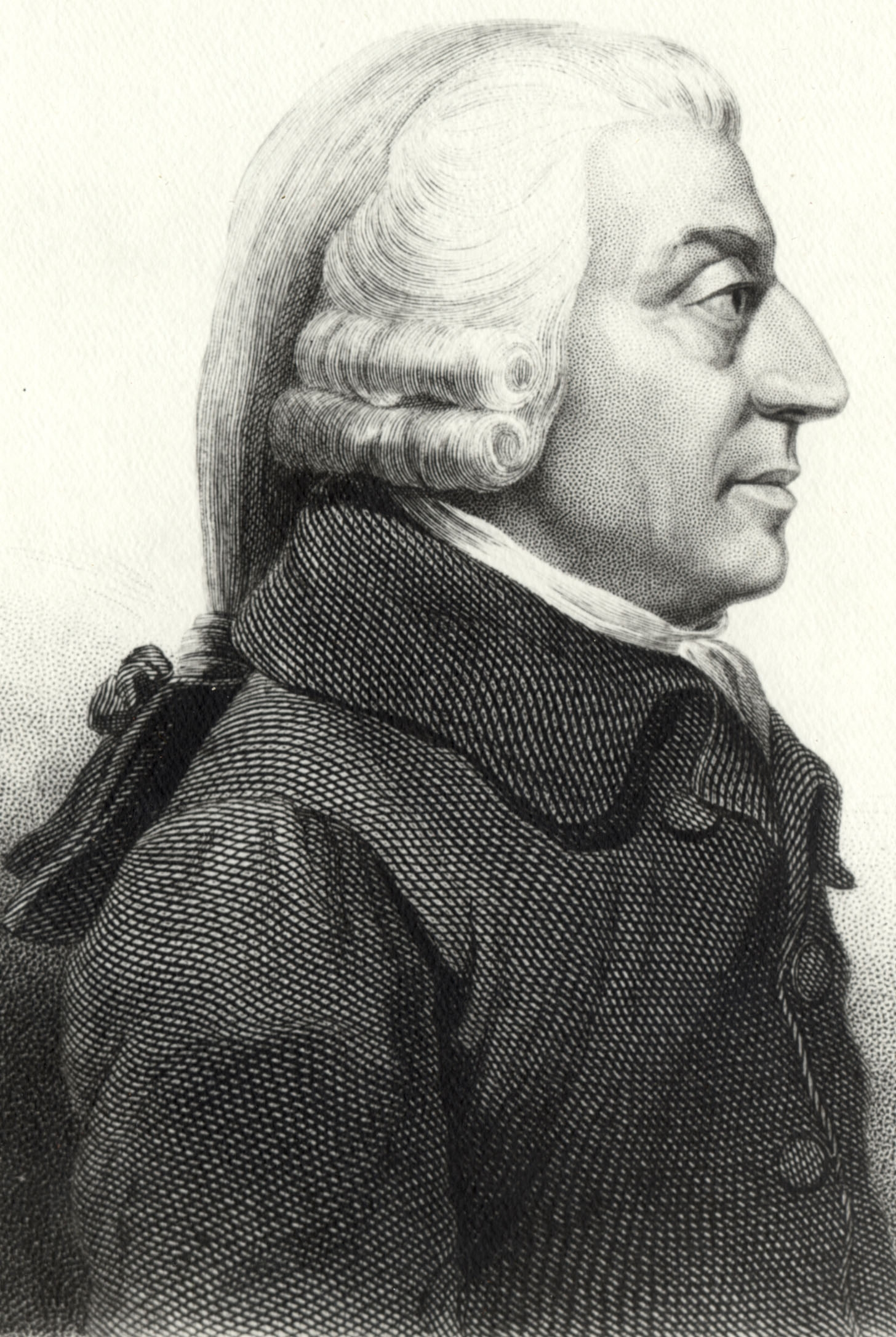
Adam Smith (1787)

Adam Smith verwendet die Metapher der unsichtbaren Hand in seinen Werken insgesamt nur dreimal, jedes Mal in einer anderen Bedeutung.
- Zuerst taucht die Formulierung von der „unsichtbaren Hand Jupiters“ in einem Aufsatz zur Geschichte der Astronomie auf und bedeutet dort, dass Naturprozesse auch ohne höhere Einwirkung verstanden werden können. Der Begriff der unsichtbaren Hand als Zeichen göttlicher Einwirkung wird dabei als unwissenschaftlicher Begriff  abgelehnt.
- Ein zweites Mal verwendet Adam Smith die Metapher im vierten Kapitel seines Buchs Theorie der ethischen Gefühle. Dort beschreibt er in einem mikroökonomischen Rahmen, wie die Wohlhabenden, ohne dies zu beabsichtigen, von einer unsichtbaren Hand dazu geleitet werden, ihren Reichtum mit den Armen zu teilen.
- Am bekanntesten und das heutige Verständnis prägend ist heute ohne Zweifel die Verwendung der Metapher im 1776 erschienenen Werk Der Wohlstand der Nationen. Smith verwendet die unsichtbare Hand dort im zweiten Kapitel des vierten Buchs, in dem er sich kritisch mit Einfuhrbeschränkungen für ausländische Güter auseinandersetzt, also in einem makro- oder mikroökonomischen Kontext.[5]

### Theorie der ethischen Gefühle
In The Theory of Moral Sentiments (1759), Teil IV, Kapitel 1, beschreibt Smith einen eigensüchtigen Gutsherren, der von einer unsichtbaren Hand dazu geleitet wird, die Ernte an seine Arbeiter zu verteilen:

„Vergebens, daß der stolze und gefühllose Grundherr seinen Blick über seine ausgedehnten Felder schweifen läßt und ohne einen Gedanken an die Bedürfnisse seiner Brüder in seiner Phantasie die ganze Ernte, die auf diesen Feldern wächst, selbst verzehrt. Das ungezierte und vulgäre Sprichwort, daß das Auge mehr fasse als der Bauch 2), hat sich nie vollständiger bewahrheitet als in bezug auf ihn. Das Fassungsvermögen seines Magens steht in keinem Verhältnis zu der maßlosen Größe seiner Begierden, ja, sein Magen wird nicht mehr aufnehmen können als der des geringsten Bauern. Den Rest muß er unter diejenigen verteilen, die auf das sorgsamste das Wenige zubereiten, das er braucht, unter diejenigen, die den Palast einrichten und instandhalten, in welchem dieses Wenige verzehrt werden soll, unter diejenigen, die all den verschiedenen Kram und Tand besorgen und in Ordnung halten, der in der Haushaltung der Vornehmen gebraucht wird; sie alle beziehen so von seinem Luxus und seiner Launenhaftigkeit ihren Teil an lebensnotwendigen Gütern, den sie sonst vergebens von seiner Menschlichkeit oder von seiner Gerechtigkeit erwartet hätten. Der Ertrag des Bodens erhält zu allen Zeiten ungefähr jene Anzahl von Bewohnern, die er zu erhalten fähig ist. Nur daß die Reichen aus dem ganzen Haufen dasjenige auswählen, was das Kostbarste und ihnen Angenehmste ist. Sie verzehren wenig mehr als die Armen; trotz ihrer natürlichen Selbstsucht und Raubgier und obwohl sie nur ihre eigene Bequemlichkeit im Auge haben, obwohl der einzige Zweck, welchen sie durch die Arbeit all der Tausende, die sie beschäftigen, erreichen wollen, die Befriedigung ihrer eigenen eitlen und unersättlichen Begierden ist, trotzdem teilen sie doch mit den Armen den Ertrag aller Verbesserungen, die sie in ihrer Landwirtschaft einführen. Von einer unsichtbaren Hand werden sie dahin geführt, beinahe die gleiche Verteilung der zum Leben notwendigen Güter zu verwirklichen, die zustandegekommen wäre, wenn die Erde zu gleichen Teilen unter alle ihre Bewohner verteilt worden wäre; und so fördern sie, ohne es zu beabsichtigen, ja ohne es zu wissen, das Interesse der Gesellschaft und gewähren die Mittel zur Vermehrung der Gattung. Als die Vorsehung die Erde unter eine geringe Zahl von Herren und Besitzern verteilte, da hat sie diejenigen, die sie scheinbar bei ihrer Teilung übergangen hat, doch nicht vergessen und nicht ganz verlassen.“

An anderen Stellen des Werks beschreibt Smith den Wunsch der Menschen, anerkannt und respektiert zu werden und sich als ehrliche und ehrenwerte Wesen zu fühlen.

### Der Wohlstand der Nationen
Kaufleute, so erklärt Smith in seinem Buch Der Wohlstand der Nationen, investieren oft im eigenen Interesse ihr Kapital eher im eigenen Land als in der Ferne. Er folgert dann weiter unten im gleichen Kapitel:

“As every individual, therefore, endeavours as much as he can, both to employ his capital in the support of domestic industry, and so to direct that industry that its produce may be of the greatest value; every individual necessarily labours to render the annual revenue of the society as great as he can. He generally, indeed, neither intends to promote the public interest, nor knows how much he is promoting it. By preferring the support of domestic to that of foreign industry, he intends only his own security ; and by directing that industry in such a manner as its produce may be of the greatest value, he intends only his own gain; and he is in this, as in many other cases, led by an invisible hand to promote an end which was no part of his intention. Nor is it always the worse for the society that it was not part of it. By pursuing his own interest, he frequently promotes that of the society more effectually than when he really intends to promote it.”

„Wenn daher jeder einzelne so viel wie nur möglich danach trachtet, sein Kapital zur Unterstützung der einheimischen Erwerbstätigkeit einzusetzen, und dadurch dieses so lenkt, dass ihr Ertrag den höchsten Wertzuwachs erwarten lässt, dann bemüht sich auch jeder einzelne ganz zwangsläufig, dass das Volkseinkommen im Jahr so groß wie möglich werden wird. Tatsächlich fördert er in der Regel nicht bewusst das Allgemeinwohl, noch weiß er, wie hoch der eigene Beitrag ist. Wenn er es vorzieht, die eigene nationale Wirtschaft anstatt die ausländische zu unterstützen, denkt er nur an die eigene Sicherheit, und wenn er dadurch die Erwerbstätigkeit so fördert, dass ihr Ertrag den höchsten Wert erzielen kann, strebt er lediglich nach eigenem Gewinn. Er wird in diesem wie auch in vielen anderen Fällen von einer unsichtbaren Hand geleitet, um einen Zweck zu fördern, der keineswegs in seiner Absicht lag. Es ist auch nicht immer das Schlechteste für die Gesellschaft, dass dieser nicht beabsichtigt gewesen ist. Indem er seine eigenen Interessen verfolgt, fördert er oft diejenigen der Gesellschaft auf wirksamere Weise, als wenn er tatsächlich beabsichtigt, sie zu fördern.“

Kein einzelner Marktteilnehmer strebt direkt danach, das Gemeinwohl zu maximieren; jeder will nur seinen Güterbedarf decken. Und doch führe der Marktmechanismus durch seine unsichtbare Hand zum volkswirtschaftlichen Optimum. Das eigennützige Streben der wirtschaftenden Menschen oder Unternehmen trage im „System der natürlichen Freiheit“ zum Wohl der gesamten Gesellschaft bei. Mit „natürlicher Freiheit“ meinte Smith ein System, welches frei von Monopolen ist. Nur unter dieser Voraussetzung kann das Prinzip der unsichtbaren Hand wirksam werden. Es fällt auf, dass diese Voraussetzung zu Smiths Zeiten nicht gegeben war. Vielmehr thematisiert Smith in seinem Werk die Rolle der politischen Ökonomie seiner Zeit (Merkantilismus). In der modernen Wirtschaftswissenschaft werden Fälle, in denen der Marktmechanismus nicht die gesamtwirtschaftlich effiziente Güterallokation hervorbringt, als Marktversagen bezeichnet.

## Das Konzept bei Hegel
Georg Wilhelm Friedrich Hegel sprach nicht von der „unsichtbaren Hand“, beschäftigte sich aber in seiner Jenaer Realphilosophie und seiner Rechtsphilosophie mit der damit verbundenen Idee. Er sah in der gegenseitigen Abhängigkeit aller von allen, der „allseitigen Verschlingung aller“, den Grund darin, dass der Eigennutzen immer auch das Interesse der anderen in Rechnung stellen und erfüllen musste, um an sein Ziel zu kommen.

„In dieser Abhängigkeit und Gegenseitigkeit der Arbeit und Befriedigung der Bedürfnisse schlägt die subjektive Selbstsucht in den Beitrag zur Befriedigung der Bedürfnisse aller anderen um, – in die Vermittlung des Besondern durch das Allgemeine als dialektische Bewegung.“

Das ist eine einfache dialektische Beschreibung eines symbiotischen pluralistischen Prozesses. Er betrachtete das aber als nicht ausreichend, denn als notwendiges Moment in der Entwicklung des Menschen zur Vernunft wird dieses Gesetz der bürgerlichen Gesellschaft dem höheren Sinn des Staates untergeordnet. Die Intervention des Staates ist nötig, um die Einseitigkeiten und Mängel der Marktgesellschaft auszugleichen.
Hegel lehnte die Annahme Smiths ab, die unsichtbare Hand führe zum allgemeinen Besten. Die Marktordnung führt nach seiner Auffassung notwendigerweise zu Armut und Elend, die mit dem Reichtum gemeinsam wachsen.

„Wenn die bürgerliche Gesellschaft sich in ungehinderter Wirksamkeit befindet, so ist sie innerhalb ihrer selbst in fortschreitender Bevölkerung und Industrie begriffen. – Durch die Verallgemeinerung des Zusammenhangs der Menschen durch ihre Bedürfnisse und der Weisen, die Mittel für diese zu bereiten und herbeizubringen, vermehrt sich die Anhäufung der Reichtümer – denn aus dieser gedoppelten Allgemeinheit wird der größte Gewinn gezogen – auf der einen Seite, wie auf der andern Seite die Vereinzelung und Beschränktheit der besonderen Arbeit und damit die Abhängigkeit und Not der an diese Arbeit gebundenen Klasse, womit die Unfähigkeit der Empfindung und des Genusses der weiteren Freiheiten und besonders der geistigen Vorteile der bürgerlichen Gesellschaft zusammenhängt.“

Die Konsequenz sieht Hegel in der Regulierung der bürgerlichen Gesellschaft durch den Staat und durch freiwillige Wohlfahrtseinrichtungen, durch Umverteilung des Einkommens und Vermögens durch Steuern und durch Arbeitsbeschaffung mit öffentlichen Aufträgen. Keine dieser Maßnahmen löst jedoch nach Hegels Überzeugung das Problem der Überproduktion und des gleichzeitigen Mangels, auch nicht die weitergehende Tendenz der Wirtschaftsordnung zu Welthandel und die Kolonisation. Aus Hegels Analyse ergibt sich „eine Theorie der Pauperisierung, der gesellschaftlichen Polarisierung, des Wirtschaftsimperialismus und der Kolonisation.“

## Rezeption der Metapher und des Konzepts

### Beginn der Rezeption
Smiths unmittelbare Nachfolger Thomas Malthus, David Ricardo und John Stuart Mill sowie Karl Marx erwähnten die Metapher der unsichtbaren Hand nicht. Ebenso wenig die Neoklassiker William Stanley Jevons, Carl Menger und Léon Walras, die alle sicherlich Smiths Werk bestens kannten. William Stanley Jevons benutzte den Begriff in seiner Theory of Political Economy (1871) nicht, ebenso wenig Alfred Marshall in seinem Lehrbuch Principles of Economics (1890).
Unabhängig von der Bezeichnung war das heute damit verbundene Konzept im 19. Jahrhundert schon Gegenstand der Wissenschaft. Léon Walras (1834–1910) entwickelte ein Gleichgewichtsmodell, in dem die Konkurrenz auf dem Markt zu einer Nutzenmaximierung führt. Vilfredo Pareto (1848–1923) benutzte ein Edgeworth-Box-Modell, um die Optimierung deutlich zu machen. Von Smith ausgehend, führten diese Konzepte zum ersten Wohlfahrtstheorem.
Die Idee der unsichtbaren Hand war aber im 20. Jahrhundert zunächst noch wenig verbreitet. Sie wurde erst durch Paul A. Samuelsons millionenfach gedrucktes Standardwerk Economics (1948) wirklich bekannt. Dort wird dargestellt, wie der Mechanismus der unsichtbaren Hand zu einer effizienten Allokation von Ressourcen führt, sowie die Bedingungen, die dazu erfüllt sein müssen.

„Even Adam Smith, the canny Scot whose monumental book, ‘The Wealth of Nations’ (1776), represents the beginning of modern economics or political economy – even he was so thrilled by the recognition of an order in the economic system that he proclaimed the mystical principle of the ‘invisible hand’: that each individual in pursuing his own selfish good was led, as if by an invisible hand, to achieve the best good of all, so that any interference with free competition by government was almost certain to be injurious. This unguarded conclusion has done almost as much harm as good in the past century and a half, especially since too often it is all that some of our leading citizens remember, 30 years later, of their college course in economics.“

Nach dieser Interpretation bedeutet die Theorie Smiths, dass Konsumentenfreiheit und Produzentenfreiheit dazu führen, dass der Markt die Produkte über die Preise so verteilt, dass alle Mitglieder der Gesellschaft davon profitieren. In der Folge übernahmen fast alle Wirtschaftswissenschaftler die Vorstellung, Adam Smith habe „dem Markt“ die Funktion eines „Generalkoordinators“ zugeschrieben.

### Begriffsverwendung und Interpretation
Das Konzept der unsichtbaren Hand wird seitdem über den ursprünglichen Gebrauch bei Smith hinaus verallgemeinert und hat sich in der Ökonomie zu einem bis heute wirksamen marktwirtschaftlichen Mythos verfestigt.
Ludwig von Mises sprach in seinem Werk Human Action (1949) von der „unsichtbaren Hand der Vorsehung“. Milton Friedman nannte Smiths Konzept „die Möglichkeit einer Kooperation ohne Zwang“.
1977 stellte der Unternehmenshistoriker Alfred D. Chandler junior der invisible hand in den ungeplanten Marktvorgängen die visible hand des planenden Managements in den Unternehmen gegenüber.
Laut Warren Samuels ist Begriff der unsichtbaren Hand ein Mittel, die moderne Wirtschaftstheorie zu Smith in Beziehung zu setzen, und insofern ein interessantes Beispiel für die Entwicklung der Sprache.
Verschiedene Autoren weisen darauf hin, dass die unsichtbare Hand nur dann funktioniert, wenn die Gesellschaft nicht von Schmarotzern dominiert wird.
Laut Samuel Bowles hätten mehrere Ökonomen seit Ronald Coase das autoritäre Wesen klassischer Unternehmen mit Arbeitgeber- und Arbeitnehmerverhältnissen analog als „sichtbare Hand“ des Marktes bezeichnet.
Timo Daum, Sabine Nuss und andere griffen die Metapher der unsichtbaren Marktes in einem Sammelband zum digitalen Kapitalismus (2021) auf. Vor dem Hintergrund der Nutzeranalyse, Logistik- und Produktionsprozesse der Plattformgiganten analysieren die Beitragenden des Sammelbandes quasi-planwirtschaftliche Aspekte der oftmals oligopolähnlichen Konstellationen und argumentieren zum Teil für die theoretische Machbarkeit sozialistischer Wirtschaftsformen. Ähnlich schrieben Leigh Phillips und Michal Rozworski 2019 über die zumeist zentralistischen Planungsprozesse großer Einzelhändler in The People’s Republic of Walmart.

### Kommentare zur Begriffsverwendung bei Smith
Der Harvard-Ökonom Stephen Marglin vertritt die Ansicht, dass der Ausdruck die beständigste Äußerung aus Smiths Gesamtwerk sei, aber auch die am häufigsten missverstandene:

“Economists have taken this passage to be the first step in the cumulative effort of mainstream economics to prove that a competitive economy provides the largest possible economic pie (the so-called first welfare theorem, which demonstrates the Pareto optimality of a competitive regime). But Smith, it is evident from the context, was making a much narrower argument, namely, that the interests of businessmen in the security of their capital would lead them to invest in the domestic economy even at the sacrifice of somewhat higher returns that might be obtainable from foreign investment. […]
 David Ricardo […] echoed Smith […] [but] Smith’s argument is at best incomplete, for it leaves out the role of foreigners’ investment in the domestic economy. It would have to be shown that the gain to the British capital stock from the preference of British investors for Britain is greater than the loss to Britain from the preference of Dutch investors for the Netherlands and French investors for France.”

Nach Auffassung von Emma Rothschild gebrauchte Smith den Begriff ironisch. Er habe sich damit über jene lustig gemacht, die an Kräfte der Vorsehung glaubten. Johannes Gross vermerkt lapidar: „Adam Smith’s »Invisible Hand« ist deswegen unsichtbar, weil es sie nicht gibt.“
Stephan Schulmeister bestreitet, dass die Uridee zu Recht Adam Smith zugeschrieben wird. Vielmehr sei sie in ihn „projiziert“ worden. Smith selbst habe der Metapher keinerlei „marktreligiöse“ Bedeutung beigemessen. In seinem ökonomischen Hauptwerk verwendete er sie nur einmal, und zwar gar nicht im Zusammenhang mit Preisbildung und Konkurrenz auf dem Markt, sondern hinsichtlich des britischen Außenhandels.
Noam Chomsky interpretiert den Ausdruck „Unsichtbare Hand“ als Hinweis auf einen „home bias“: Smith argumentiere in Wohlstand der Nationen, was mit Großbritannien passieren würde, wenn sich Wirtschaftsakteure an die Regeln der reinen Ökonomie (heute Neoliberalismus) hielten. Er warne davor, dass britische Fabrikanten, Geschäftsleute und Investierende, die im Ausland produzieren, zwar davon profitieren würden, England aber darunter leide. Dies würde seiner Meinung nach jedoch nicht geschehen, da die Akteure sich von einem „home hias“ leiten lassen würden. England würde also durch eine „Unsichtbare Hand“ von negativen Auswirkungen wirtschaftlicher Rationalität verschont.
In seinem ersten Buch Theorie der ethischen Gefühle verwendet Smith den Begriff der unsichtbaren Hand laut Chomsky im Kontext des agrarisch geprägten Englands: Alle Personen, denen der Landesherr Land zur Bewirtschaftung gab, durften für ihren eigenen Lebensunterhalt sorgen, waren aber auch verpflichtet, Abgaben oder Erträge zu erbringen, die zum Unterhalt des Landesherrn beitrugen. Das Ergebnis sei relativ gerecht, da die Lehnsinhaber durch ihre natürliche Sympathie für andere Menschen motiviert seien und daher dafür sorgen würden, die Lebensnotwendigkeiten und die verfügbaren Güter gleichmäßig unter den Menschen auf ihrem Grund und Boden zu verteilen, als ob eine unsichtbare Hand eingreifen würde.
D. H. MacGregor, Ökonom in Oxford, stellte fest:

“The one case in which he referred to the ‘invisible hand’ was that in which private persons preferred the home trade to the foreign trade, and he held that such preference was in the national interest, since it replaced two domestic capitals while the foreign trade replaced only one. The argument of the was a bad one, since it is the amount of capital that matters, not its subdivision; but the invisible sanction was given to a Protectionist idea, not for defence but for employment. It is not surprising that Smith was often quoted in Parliament in support of Protection. His background, like ours today, was private enterprise; but any dogma of non-intervention by government has to make heavy weather in The Wealth of Nations.”

Gavin Kennedy, Emeritus der Heriot-Watt University in Edinburgh, betont, dass der moderne Gebrauch des Wortes nicht im Sinne von Smith sei. Die vom Eigeninteresse getriebenen Entscheidungen der Individuen würden zwar häufig dem Interesse des Gemeinwesens dienen, doch in den beiden ersten Abschnitten des ökonomischen Hauptwerkes von Smith fänden sich mehr als sechzig Beispiele für negative Folgen eigennützigen Verhaltens.
Smith habe dem Begriff keine Bedeutung zugemessen, schon gar nicht die heutige Bedeutung.

## Begriffsverwendung in anderen Bereichen

### Linguistik
Nach Rudi Keller entstehen und wandeln sich die jeweils gültigen Normen des Sprachgebrauchs in einem evolutionären Prozess, der analog zu Adam Smiths Konzept wie von einer unsichtbaren Hand gesteuert scheine: Sprache wird von Keller als Phänomen dritter Ordnung beschrieben; damit meint er, dass Sprachhandlungen in der ersten Ordnung, also auf individueller Ebene, zwar zielgerichtet nach bestimmten Bedingungen ausgewählt werden, der sich daraus ergebende häufige Gebrauch bestimmter Sprachformen verschiedener Sprecher mit teils ähnlichen Intentionen jedoch übergeordneten natürlichen Gesetzmäßigkeiten folgt, denen selbst keinerlei Absicht zugrunde liegt.
Keller grenzt Phänomene wie den Sprachwandel somit von intendierten Produkten (Artefakten) menschlicher Machart und natürlichen Phänomenen ab. Auch ein Autostau sei demnach ein Phänomen dritter Art, bremsten die Fahrer doch nicht deswegen ab, um eine Verstopfung der Straße herbeizuführen. Jeder bremste aus Sicherheitsgründen etwas stärker als der Vorausfahrende ab, bis schließlich ein Auto komplett stoppen muss. Niemand hat den Stau geplant (erst recht nicht der zuerst bremsende) und doch herrscht Stillstand.

### Soziale Strukturen
Nach Robert Nozick kann man die Metapher und das Konzept der unsichtbaren Hand benutzen, um soziokulturelle Ordnungen zu beschreiben, die den Eindruck erwecken, sie seien von einer zentralen Planungsinstanz erschaffen worden.
Als Beispiel hierfür führt Rudi Keller die Trampelpfadtheorie an: Über den Universitätscampus zieht sich ein Netz von Trampelpfaden, welche die kürzesten Verbindungen zwischen den wichtigsten Gebäuden und Einrichtungen darstellen. Dieses Netz ist sehr viel logischer und ökonomischer angelegt als die vom Architekten geplanten Pflasterwege. Obwohl zur Erzeugung dieser Trampelpfade weitaus weniger Verstand benutzt wurde als zum Anlegen der Pflasterwege, ist das System doch sehr viel rationeller als die künstlichen Wege.
Die Invisible-hand-Theorie zu diesem System ist folgende: Zu Beginn steht die Hypothese, dass die meisten Menschen kürzere Wege längeren vorziehen. Es lässt sich allerdings beobachten, dass die gepflasterten Wege dieser Tendenz nicht entsprechen, da sie oft nicht die kürzesten Verbindungen zwischen den häufigsten Anlaufstellen der Studenten darstellen. Es ist allgemein bekannt, dass der Rasen an Stellen, an denen er häufig begangen wird, verkümmert. Keller schließt daraus, dass das System der Trampelpfade die nichtintendierte kausale Konsequenz derjenigen (intentionalen, finalen) Handlungen ist, die darin bestehen, bestimmte Ziele zu Fuß zu erreichen unter der Maxime der Zeit- und Energieersparnis.
Michail Ryklin spricht von „der unsichtbaren Hand des allmächtigen Gulag“.